# Bombardování Šali kazetovými pumami
Bombardování Šali kazetovými pumami byl letecký útok, při kterém opakovaně ruské letectvo shazovalo kazetové pumy na město Šali za první čečenské války dne 3. ledna 1995.
K útoku došlo přesto, že tehdejší prezident Ruské federace Boris Jelcin jen několik dní předtím prohlásil, že ruská letadla přestanou bombardovat civilní objekty. Přitom hned o víkendu došlo k masívnímu bombardování a zuřivému ničení civilních objektů v okolí města Groznyj.

## Průběh
Při útoku bylo podle zpráv svrženo celkem 18 kazetových pum do města Šali a okolí v několika útočných vlnách. Pumy nejprve zasáhly tržiště u silnice. Potom byla zasažena benzínová pumpa a nemocnice, kde byli hospitalizováni jak civilisté, tak ruští vojáci.
Poté letadla přešla do přízemního letu a zaútočila na muslimský hřbitov. Zaměřena byla také škola a zemědělský statek.
Nejméně 55 osob bylo zabito (včetně pěti osob zdravotního personálu) a 186 osob zraněno. Odhad ruské prezidentské kanceláře pro lidská práva udává více než 100 usmrcených osob. Žádné vojenské cíle v této oblasti v době útoku hlášeny nebyly.